# Jože Povšič
Jože Povšič, slovenski matematik in pisec, * 6. marec 1907, † 3. marec 1985.
V matični knjigi župnije Škocjan je vpisan kot Jožef Povšič. Oče mu je bil posestnik in kmet Janez, mati mu je bila kmetica Marija (roj. Zagorec). Povšič je znan kot pisatelj bibliografij in biografij, med katerimi so najolj znane biografije Jurija Vege, Franca Močnika in Franca Hočevarja. Leta 1984 je postal peti častni član DMFA.

## Zunanje povezeve
- Jože Povšič - Bibliografija Franca Močnika